# Соломонов, Юрий Борисович
Ю́рий Бори́сович Соломо́нов (19 февраля 1947, Омская область — 9 мая 2024, Москва) — российский журналист, лауреат премии «Золотое перо России», кандидат филологических наук.

## Биография
Юрий Борисович Соломонов родился 19 февраля 1947 года в Омской области. Он окончил Томский политехнический институт и Академию общественных наук при ЦК КПСС.
- 1971—1976 гг. — специальный корреспондент молодежной газеты «Комсомолец Кузбасса».
- 1976—1978 гг. — собственный корреспондент газеты «Комсомольская правда» по Кемеровской области.
- 1978—1980 гг. — редактор отдела морали и права газеты «Комсомольская правда»;
- 1982—1990 гг. — редактор отдела, член редакционной коллегии еженедельника «Советская культура».
- 1990—1997 гг. — заместитель главного редактора еженедельника «Литературная газета»,
  - с 1997 г. — соредактор еженедельника «Общая газета».

Умер 9 мая 2024 года в Москве в возрасте 77 лет.

### Награды
- Лауреат премии Союза журналистов СССР.
- Лауреат премии Фонда «Культурная инициатива».
- Лауреат лауреат премии «Золотое перо России».